# Ngulu (arma)

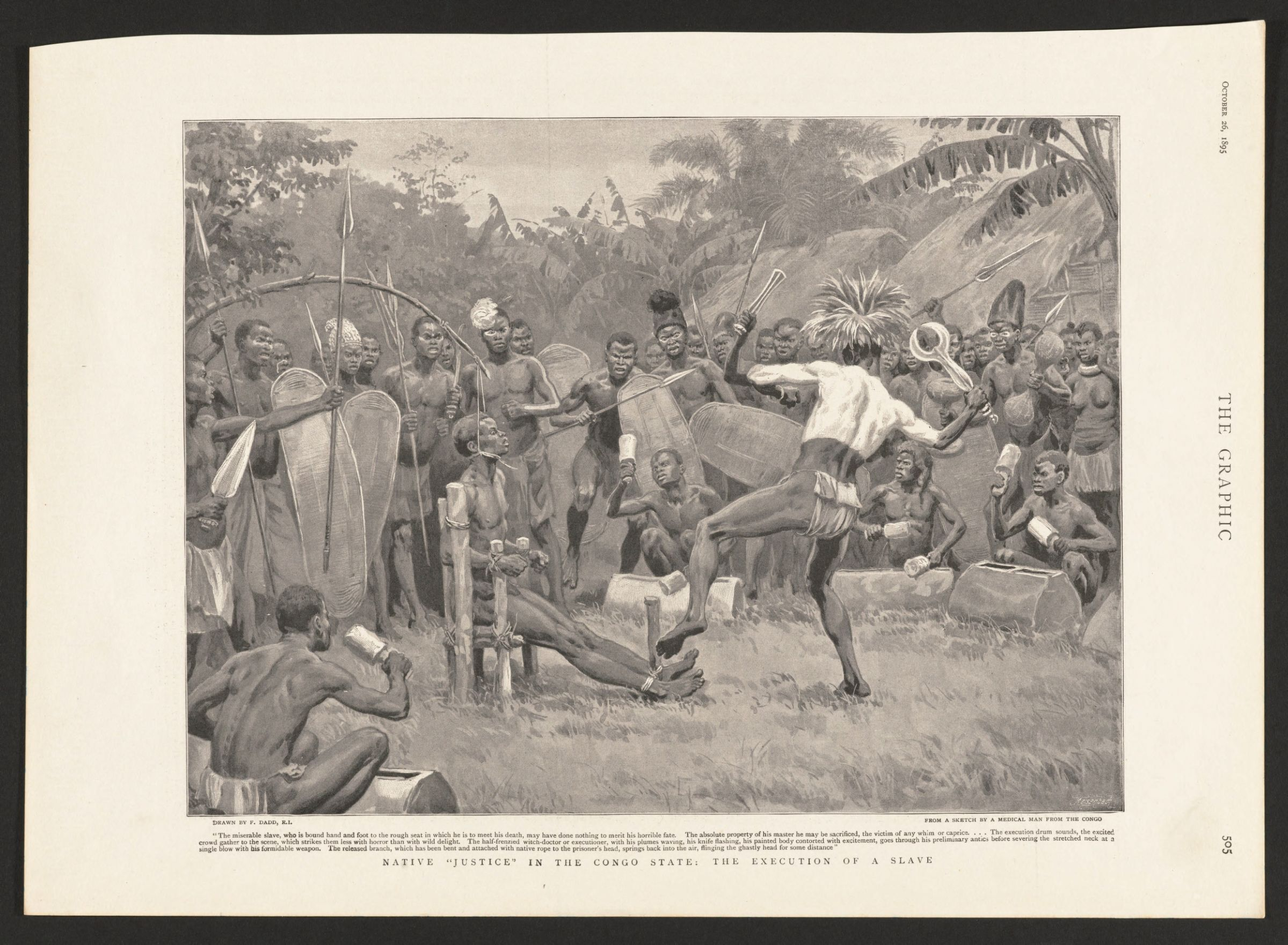
Las ilustraciones europeas no eran necesariamente realistas. Aquí, el artista reúne diferentes armas: un ngulu doble del noroeste, espadas del sur y lanzas del noreste del Congo.

El Ngulu es una espada de ejecución utilizada por los pueblos bantú (incluidos los Ngombe, Doko, Ngala, etc.) de la cuenca del Congo.

## Características
Similar a una khopesh, la espada-hoz del antiguo Egipto, excepto que tiene una hoja mucho más maciza, hecha de hierro, con un dorso no cortante y una concavidad semicircular. El mango, a menudo cubierto de alambre de metal, terminaba con dos grandes botones de madera y uno más pequeño. Podía ser de una o dos hojas y se utilizaba para ejecuciones capitales por decapitación (se mantenía al condenado sentado, con la cabeza extendida y atado a una rama).

## Historia
La decapitación por ngulu fue prohibida por los belgas durante el período del Estado Libre del Congo (1885-1908). El arma, privada de su función, adquirió un valor simbólico y ceremonial aún más fuerte. A partir del siglo XX, el ngulu se llevaba durante la danza ritual conocida como likbeti, al final de la cual el arma se utilizaba para decapitar a una cabra cuya carne era luego consumida por la tribu.

## Galería

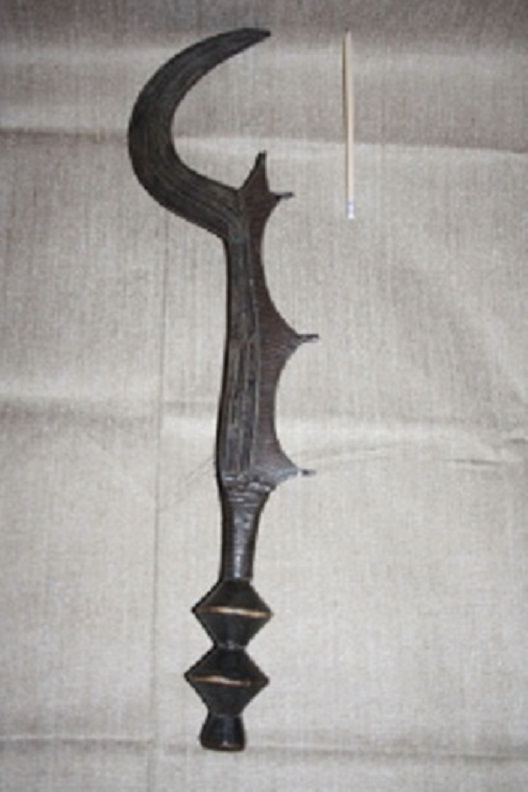
Ngulu del pueblo Ngombe
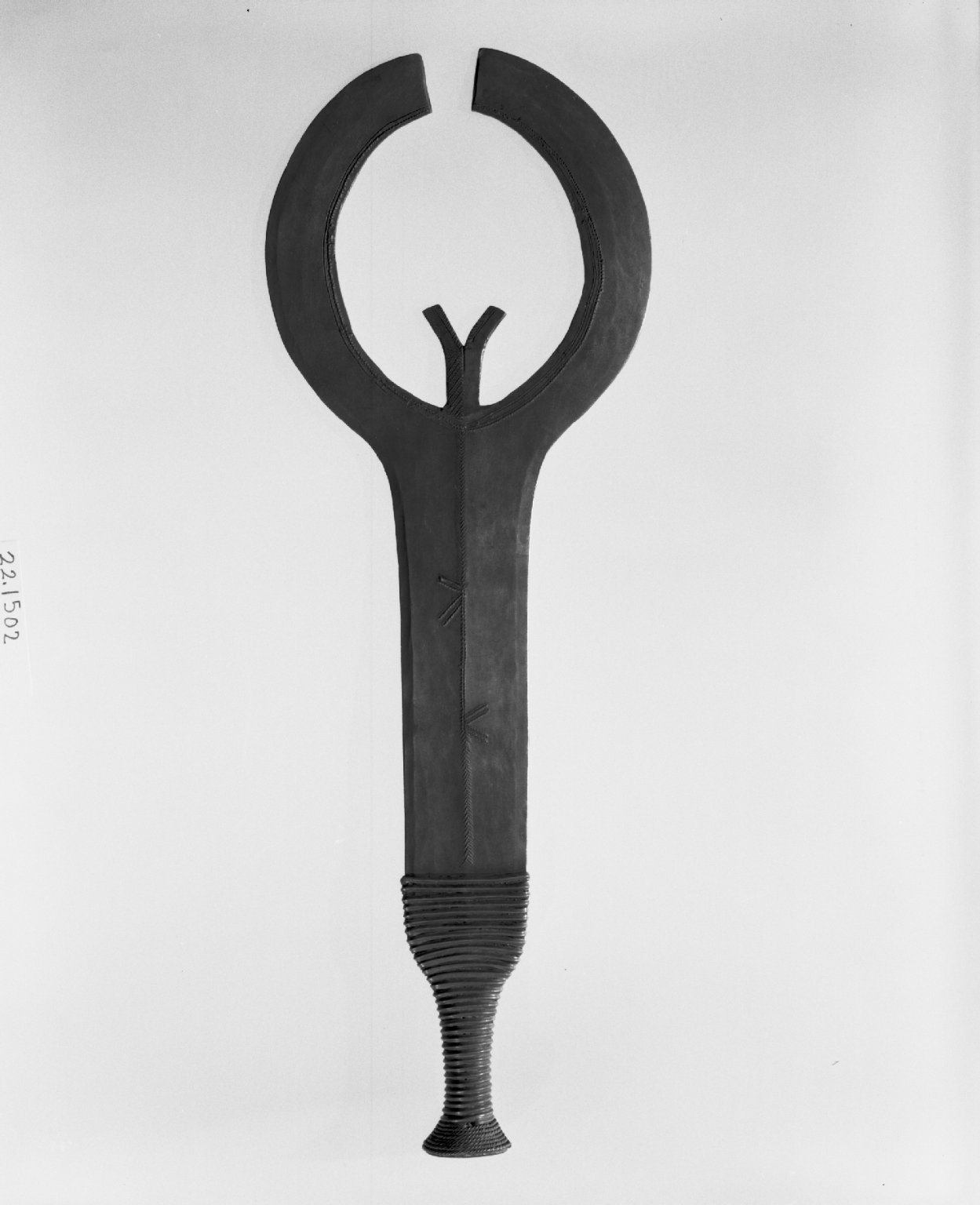
Ngulu de doble hoja, uso ceremonial
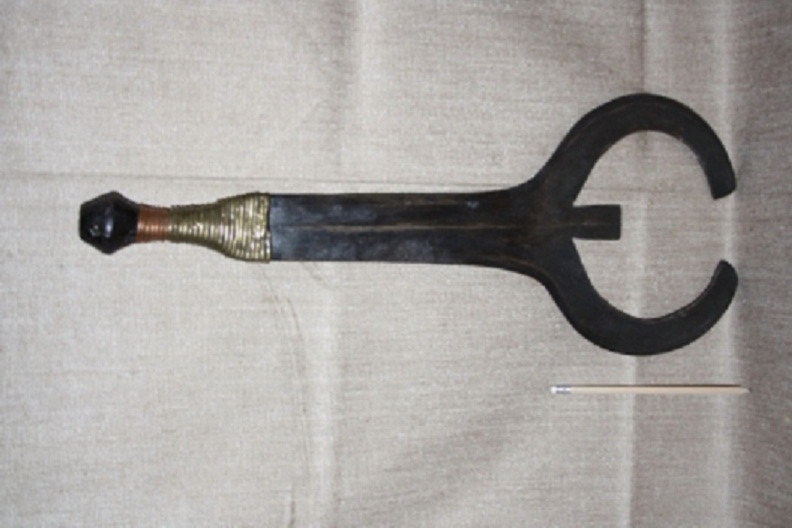
Ngulu, detalle de la hoja
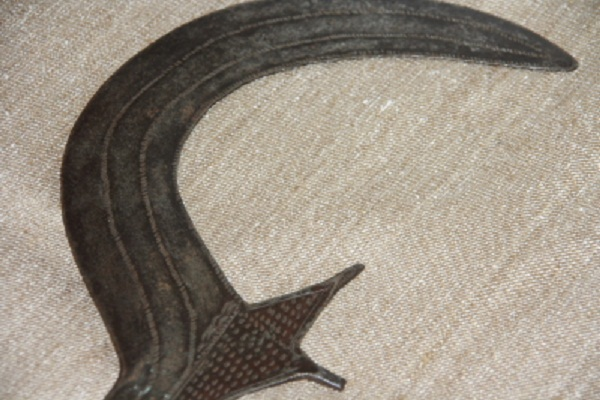
Ngulu, detalle de la hoja